# انتهاكات حقوق الإنسان في عهد القذافي
خلال حكم معمر القذافي لليبيا، ارتكبت القوات الحكومية جرائم متعددة ضد الإنسانية ضد الشعب الليبي. وشمل ذلك عمليات قتل خارج نطاق القضاء، وإعدامات علنية، وتطهير عرقي، وتعذيب المدنيين. خلال الحرب الأهلية الليبية عام 2011، قتلت قوات القذافي متظاهرين عُزّلًا، كما قصفت مناطق مدنية بشكل عشوائي، مما أثار إدانات واسعة من منظمات حقوق الإنسان.

## احتجاجات الطلاب
في 7 أبريل 1976، احتج طلاب الجامعات في جميع أنحاء ليبيا ضد انتهاكات حقوق الإنسان والسيطرة العسكرية الاستبدادية على جميع جوانب حياة المدنيين. وطالب المتظاهرون بإجراء انتخابات حرة ونزيهة وتطبيق نظام أكثر ديمقراطية في ليبيا. تم قمع هذه الاحتجاجات بعنف من قبل القوات الحكومية من خلال إطلاق النار والضرب، وتم القبض على العديد من الطلاب واحتجازهم. كما تمت مداهمة الجامعات والمدارس الثانوية من أجل "إسكات المتظاهرين والقضاء عليهم".
وظل الطلاب المعتقلين في السجون حتى 7 أبريل 1977، ذكرى تلك الواقعة التي أسماها القذافي "يوم القيامة". في هذا اليوم، تم إعدام الطلاب علنًا في بنغازي أمام آلاف الأشخاص الذين حضروا الحدث وشاهدوا الحدث على الهواء مباشرة على شاشات التلفزيون. وأصبح يوم السابع من أبريل ذكرى يتم الاحتفال بها من خلال إعدام المدنيين علناً وكذلك المسؤولين الحكوميين المنشقين. استمر هذا حتى أواخر الثمانينيات وأوائل التسعينيات.

## الحرب مع تشاد
لم تكن حرب القذافي مع تشاد ذات تأثير سلبي على تشاد فحسب، بل كان لها تأثير ضار على الاقتصاد الليبي والجيش. في حرب تويوتا وحدها، خسرت ليبيا أكثر من 1.5 مليار دولار أمريكي وكمية كبيرة من المعدات العسكرية. وقد لاقت هذه الحرب إدانة واسعة النطاق من قبل الشعب الليبي، حيث شعروا بأنهم ليس لديهم الحق في غزو بلد آخر لا ينتمي إليهم.
خلال هذه الحرب، تم اختطاف الآلاف من طلاب المدارس الثانوية الليبيين القاصرين من مدارسهم (في بنغازي وطرابلس والجنوب) من قبل الحكومة دون موافقة أو علم من آبائهم. بعد أن تم اقتياد هؤلاء الفتيان قسرًا من مدارسهم، تم تحميلهم على حافلات وإرسالهم إلى تشاد. قُتل بعضهم في المعارك، وتُرك البعض الآخر في تشاد من قبل الجيش الليبي. تركت آلاف الأسر في حالة من الحيرة والجهل بشأن ما حدث لأبنائها، حيث لم يسمع معظمهم عنهم مرة أخرى.

## عمليات الإعدام
كان نظام القذافي سيئ السمعة بسبب استخدامه الشائع للإعدامات العلنية كعقوبة على الليبيين الذين تحدثوا ضد النظام، أو يعيشون في الخارج وكانوا ضحايا "التصفية الجسدية" التي نفذها القذافي ضد الليبيين في الخارج. وقد تأتي هذه العقوبات في شكل عمليات شنق علنية، فضلاً عن إطلاق النار. وكان من بين الضحايا الأكثر شهرة لهذه الإعدامات:
- عمر عبد الوهاب دبوب، 7 أبريل 1977، بنغازي. معلم تم إعدامه شنقًا علنًا، بسبب مشاركته في المظاهرات الطلابية عام 1976.
- محمد بن سعود، 7 أبريل 1977، بنغازي. المعلم الذي تم إعدامه شنقاً علناً إلى جانب عمر دبوب، لمشاركته في مظاهرات الطلاب عام 1976.
- محمود عبد الناصر نافع، 21 إبريل 1980، لندن. محامي ورجل أعمال تم اغتياله في مكتبه بلندن.
- محمود بانون، نيسان/أبريل 1980، طرابلس. مهندس اعتقل في بداية شهر نيسان/أبريل توفي بعد أيام قليلة نتيجة التعذيب. تم تسليم جثته إلى عائلته في صندوق مغلق.
- عبد الجليل العارف، نيسان/أبريل 1980، روما. رجل أعمال ناجح كان ضحية حملة "التصفية الجسدية" التي شنها القذافي ضد المعارضين في الخارج.
- ناجي بو هوية خليف أبريل 1982. طالب تم اعتقاله ومات تحت التعذيب، أغسطس '82، بنغازي.
- أحمد إبراهيم مخلوف، أبريل 1982، طالب تم اعتقاله من قبل أمن القذافي. توفي تحت التعذيب، أغسطس 1982، بنغازي.
- محمد محمد حفاف، 7 أبريل 1983، طرابلس. طالب اعتقل في إبريل 1973 بتهمة الانتماء لحزب التحرير الإسلامي رغم عدم وجود أدلة كافية، وبعد عشر سنوات في 7 إبريل 1983 أعدم شنقاً في كلية الهندسة بطرابلس.
- عبد الله المسلاتي، إبريل 1984، طرابلس. طالب تم اعتقاله في 16 أبريل 1973 وحكم عليه بالسجن. أعيدت محاكمته أمام المحاكم الثورية وحكم عليه بالإعدام وتم تنفيذ حكم الإعدام به في سجن طرابلس المركزي.
- عبد العزيز الغرابلي ، إبريل 1983، اعتقل. طالب في طرابلس مشتبه بانتمائه لحزب سياسي. توفي في يناير 1984 نتيجة التعذيب ونقص الرعاية الطبية.
- حافظ. المدني، 16 أبريل 1984، طرابلس. طالب تم اعتقاله بعد أعمال الشغب في كلية الهندسة، نوفمبر '80. تم إعدامه شنقاً في كلية الزراعة بطرابلس.
- مصطفى رزان النويري إبريل 1984. طالب انتخب رئيساً لاتحاد الطلبة في العام الدراسي 1975-1976. انتخب أمينًا عامًا لاتحاد طلاب فرع بنغازي. طرد من جامعة بنغازي وألقي القبض عليه سنة 1976. اعتقل مرة أخرى في عام 1980 وحكم عليه بالإعدام ونفذت فيه اللجان الثورية حكم الإعدام أمام طلاب الجامعة وموظفيها.
- حسن عبد الكردي نيسان 1984. تم اعتقاله ضمن مئات الأشخاص في ربيع 1973 في يونيو. واتهم مع تسعة آخرين بالانتماء إلى حزب التحرير الإسلامي وكتابة مقالات معارضة للنظام، على الرغم من عدم وجود أي دليل على ذلك. في 7 ديسمبر 1973، أصدر المجلس الثوري قرارًا بوقف المحاكمات والإفراج عن المتهمين. أعيد اعتقاله في نفس اليوم واحتُجز دون محاكمة حتى فبراير 1977، وحُكم عليه بالسجن لمدة 15 عامًا، وبعد أيام تم تشديد الحكم إلى السجن مدى الحياة. أُعدم في السجن دون محاكمة، في أبريل 1984.
- أحمد رفيق البراني ، 3 إبريل 1985، قبرص. رجل أعمال تم اغتياله في مكتبه.
- خميس الغناي، أعدم إلى جانب العديد من الآخرين بتهمة وصف "ثورة الفاتح" بالكفر ، وتم جر جثته في الشوارع بينما كان مئات من أفراد القوات الحكومية يضربونه بأقدامهم. [10] [11]

### الصادق حامد الشويهدي
ومن أبرز عمليات الإعدام في ليبيا إعدام الصادق حامد الشويهدي. كان شويهدي طالبًا ليبيًا ومهندس طيران عاد من أمريكا حيث كان يدرس، وشارك في الاحتجاجات السلمية ضد نظام القذافي. تم اعتقاله واحتجازه لعدة أشهر قبل أن يتم النطق بالحكم عليه. وقد وصفه النظام بأنه "إرهابي من جماعة الإخوان المسلمين" لتبرير الحكم عليه. تم إعدامه بعد ذلك في ملعب كرة سلة كبير أمام آلاف الأشخاص الذين يشاهدونه من المدرجات، وكان معظمهم من الأطفال الذين أجبروا على الحضور في رحلة مدرسية.

## التطهير العرقي
كان نظام القذافي سيئ السمعة بسبب اضطهاد العديد من الجماعات العرقية، مثل الأمازيغ، والتبو، والطوارق. وكان الاضطهاد في شكل تطهير عرقي، شمل حظر جميع اللغات الأصلية وهدم العديد من القرى البربرية لاستبدالها بالعرب. وكثيراً ما وصف القذافي هذه الأقليات بـ "أبناء الشيطان"، وبالمنقرضين.

### اللغات والثقافات المحظورة
كانت اللغة الأمازيغية محظورة كليا من قبل النظام، لأن القذافي اعتبرها "اختراعا إمبرياليا". وأعلن أن كل من يدرس اللغة الأمازيغية فإنه يشرب "حليبا مسموما من ثدي أمه". تم القبض على الناشطين البربر والأشخاص الذين يتحدثون اللغة الأمازيغية علنًا وسُجنوا. حتى أن غناء الأغاني البربرية التقليدية كان يسبب لهم المتاعب. وتعرض كل من حاول الترويج للثقافة والتراث والحقوق الأمازيغية للاضطهاد والسجن وحتى القتل. لقد تم حظر الأسماء البربرية بشكل كامل من قبل النظام.
وفي عام 1984، صدر تشريع يحظر فعليا استخدام اللغة في الترويج للغة العربية. وقد نص القانون رقم (12) بشأن حظر استعمال اللغات والأرقام الأجنبية في جميع المعاملات على ضرورة استعمال اللغة العربية فقط في المجال العام. وفي وقت لاحق، أصدر نظام القذافي قانونًا لغويًا أكثر تقييدًا: القانون رقم (24)، الذي حظر الاستخدام الكامل للغة الأمازيغية، بما في ذلك حظر أسماء الشوارع البربرية، والكتابة على المركبات والمباني والملصقات والوصفات الطبية وأسماء المؤسسات.
في عام 2012، أصبحت اللغة الأمازيغية جزءًا من المناهج الدراسية في زوارة والعديد من المدن البربرية الصغيرة الأخرى، ثم أضيفت إلى المناهج الدراسية الليبية الرسمية في عام 2023.

### اضطهاد وسجن الناشطين البربر
تعرض النشطاء البربر للاضطهاد والقمع الشديد من قبل نظام القذافي. وتعرض العديد من الناشطين للاعتقال والتعذيب أو محاولات الاغتيال. وقد تم اعتقال العديد منهم لمجرد امتلاكهم لكتب مكتوبة باللغة الأمازيغية.
تعرض سعيد سيفاو المحروق، وهو ناشط أمازيغي معروف من مدينة جادو، للعديد من حوادث المضايقات والتعذيب على يد الشرطة. لقد أصيب بشلل دائم من الخصر إلى الأسفل وكسر في الجمجمة بعد أن دهسته سيارة في 21 فبراير 1979. واتهم العديد من الناشطين البربر النظام بتنسيق هذا الهجوم عمداً، لأنه كان يتابع من قبل المخابرات الليبية في عدد من المناسبات مما أدى إلى محاولة الاغتيال.

## القتل خارج نطاق القضاء

### مجزرة أبو سليم
مجزرة سجن أبو سليم هي مذبحة وقعت في 29 يونيو 1996، ضد 1270 سجينًا معظمهم من سجناء الرأي. قبل المذبحة، كان السجناء مجبرين على العيش في ظروف مزرية وغير صحية، حيث كان العديد منهم مجبرين على تناول طعام فاسد مليء بالحشرات والعشب، والشرب من نفس الكأس، والعيش في زنازين مليئة بالجرذان، وكانوا يتعرضون للتعذيب بشكل طبيعي باستخدام الصخور والهراوات من قبل حراس الأمن. أدى ذلك إلى إصابة العديد من السجناء بأمراض مميتة وحمى. كما تم فرض قيود شديدة على الزيارات العائلية.

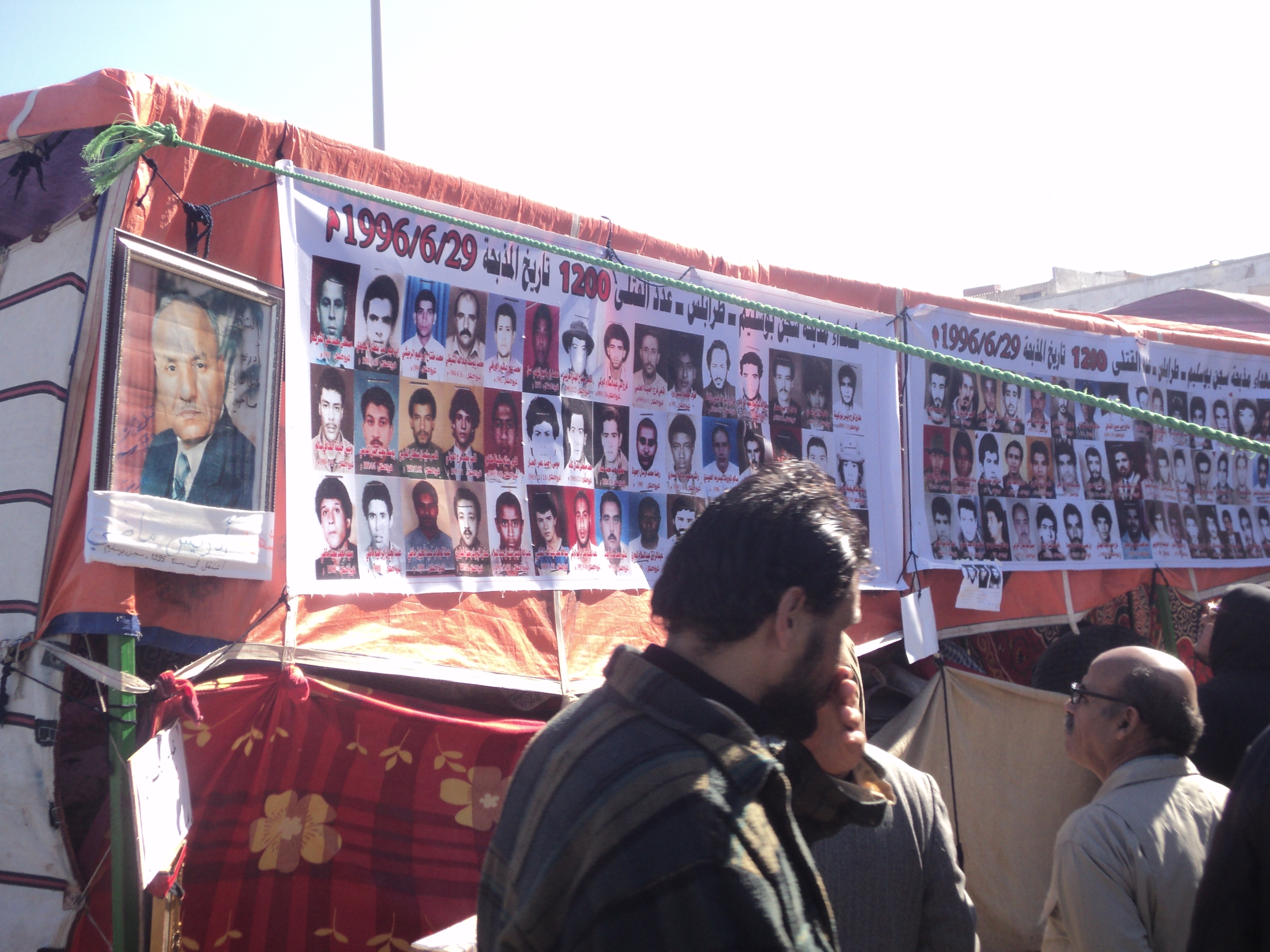
حشد من أهل بنغازي يشاهدون صوراً لضحايا مجزرة أبو سليم

قام السجناء بعد ذلك باحتجاج بسبب هذه الظروف القاسية، وتم توزيع الطعام بين السجناء من قبل سجناء آخرين. وبعد ذلك أطلق الحراس النار، مما أدى إلى مقتل ستة سجناء وإصابة عشرين آخرين. والتقى بعد ذلك مفاوضو الحكومة، ومن بينهم عبد الله السنوسي، بممثلي السجناء الذين طلبوا تحسين الظروف ورعاية المرضى وإجراء المحاكمات من أجل إثبات براءة هؤلاء السجناء المدانين ظلماً. ولم يقبل السنوسي محاكمة السجناء، لكنه وافق على الشروط الأخرى، بعد إطلاق سراح الحارس الأسير. وافق السجناء. وقيل لمئات السجناء الجرحى والمرضى أنهم سوف يتلقون الرعاية الطبية، وتم نقلهم في الحافلات. ولم يتم رؤيتهم مرة أخرى ومكان وجودهم غير معروف حتى يومنا هذا 
وفي صباح اليوم التالي، 29 يونيو، تم تجميع العديد من السجناء في ساحات السجن المركزي، وتم إطلاق النار عليهم وقتلهم من فوق أسطح المنازل. وتم بعد ذلك إعدام الناجين من الهجوم الأول مباشرة. وقال شهود عيان على المجزرة إنهم سمعوا إطلاق نار متواصل لمدة ساعتين متواصلتين. تم حرق جثث الضحايا، وتم طحن العظام وإلقائها في البحر.
ظل نظام القذافي ينكر لسنوات وقوع هذه المجازر.

### محرقة اليرموك
في 23 أغسطس 2011، تم احتجاز المعتقلين في مستودع يقع في حي خلة الفرجان في منطقة صلاح الدين جنوب طرابلس، المجاور لقاعدة اليرموك العسكرية. وكان المعتقلون، الذين بلغ عددهم نحو 153 شخصا، أغلبهم من المدنيين. وكثيراً ما كان هؤلاء المعتقلون يتعرضون للضرب والصعق بالكهرباء والتجويع وحتى الاغتصاب. أجرى حُرّاس من كتيبة خميس عملية نداء على المعتقلين، ثم نفذوا هجوماً عنيفاً. وقال الناجون إن الحراس أطلقوا النار من فوق سطح المستودع وألقوا قنابل يدوية على المبنى. تم إطلاق النار على العديد من المعتقلين وقتلهم أثناء الهجوم. وعثر في وقت لاحق على 53 جمجمة في موقع واحد، كما اكتشفت جثث أخرى في قبر ضحل قريب، لكن كانت هناك محاولة متعمدة لتدمير جثث الضحايا. ومن المعروف أن هناك ما لا يقل عن 20 ناجيًا. وقد تم تصوير مقاطع فيديو لموقع المذبحة، تظهر بقايا الجثث التي كانت في معظمها رمادًا.

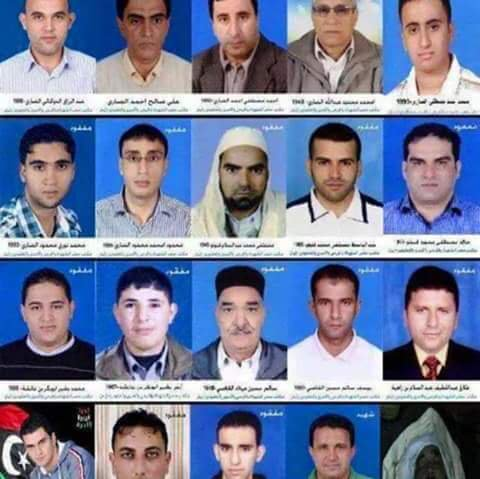
ضحايا مجزرة اليرموك

قدم الناجون من المذبحة شهاداتهم عن الأحداث. وقال عبد الرحيم إبراهيم بشير، أحد الناجين، إنه نجا من الهجوم بالفرار عبر جدار بينما كان الحراس يعيدون تعبئة أسلحتهم. ثم اختبأ في منزل قريب مع بعض الناجين الآخرين، وكان بعضهم مصابًا. وعندما خرجوا بعد ثلاثة أيام من الاختباء، لاحظوا الحريق، والتقوا بألوية المتمردين، واكتشفوا موقع المحرقة.
وذكر عبد الرحيم أنه شهد قيام الحراس بقتل المعتقلين الجرحى وحدد هوية أحد الجناة بأنه جندي يدعى إبراهيم من تاجوراء. وشهد أيضًا بأنه أُجبر على ترديد الشهادتان باستخدام اسم القذافي، والإشارة إليه باعتباره إلهًا.

## 2011

### إطلاق النار على المتظاهرين العزل
عندما وصل الربيع العربي إلى ليبيا، خرج آلاف الليبيين إلى الشوارع مطالبين بالعدالة والحرية، فضلاً عن إجراء انتخابات حرة ونزيهة. شنت القوات الحكومية إلى جانب المرتزقة حملة قمع عنيفة ضدهم، فأطلقت النار على مئات المدنيين العزل، بل وسحقتهم حتى الموت باستخدام الدبابات. وقُتل المئات بينهم العديد من النساء والأطفال، وأصيب الآلاف في المدن الشرقية مثل بنغازي والبيضاء ودرنة وطبرق. بدأت الجثث تتراكم في الشوارع، بينما امتلأت المستشفيات بالعديد من المصابين والعديد ممن كانوا على وشك الموت، وكان معظمهم مصابين بطلقات نارية في الرأس والرقبة والصدر. وتحدثت روايات شهود العيان عن قيام الدبابات بسحق المدنيين في طريقها. وقد قامت القوات الحكومية بمنع سيارات الإسعاف من دخول المكان لإنقاذ أرواح الذين تم إطلاق النار عليهم  وقد حدث الشيء نفسه عندما اندلعت الاحتجاجات في طرابلس تضامناً مع بنغازي.
وبحسب لويس مورينو أوكامبو، المدعي العام للمحكمة الجنائية الدولية آنذاك، قُتل ما بين 500 و700 مدني على يد قوات الأمن التابعة للقذافي في فبراير 2011، قبل أن تحمل القوات المناهضة للقذافي السلاح.

### القصف العشوائي وقصف المناطق المدنية
أُدينت قوات القذافي أيضًا بقصف المدن بالأسلحة الثقيلة على كل مدينة تقريبًا، مما أسفر عن مقتل العديد من المدنيين بما في ذلك النساء والأطفال. وتعرضت المنازل للقصف والتدمير بشكل مستمر من قبل القوات الموالية، وحتى المستشفيات تعرضت للقصف والاستهداف بشكل متكرر. وورد أن القوات الموالية استهدفت مركبات مدنية، وأسفرت إحدى الهجمات عن مقتل أم مع أطفالها الأربعة، وكان أكبرهم يبلغ من العمر 13 عامًا.
وكانت بنغازي أيضًا هدفًا شائعًا لقصف البنية التحتية المدنية، وخلال معركة بنغازي الثانية، تعرضت العديد من منازل المدنيين للقصف الجوي وتدميرها. أدى القصف المستمر لمنازل المدنيين إلى مقتل العشرات من الأشخاص، بما في ذلك العديد من الأطفال.
وفي يفرن، شنت قوات القذافي العديد من الهجمات التي استهدفت البنية التحتية المدنية باستخدام صواريخ غراد والدبابات والطائرات المقاتلة. واضطر المرضى والأطباء في يفرن إلى الفرار من المستشفيات بسبب القصف الجماعي الذي تعرضت له. كما تعرضت قلعة يفرن لقصف عنيف وتدمير من قبل القوات الموالية، مما أدى إلى مقتل العديد من النساء والأطفال.
واجهت مصراتة حصارًا دام أربعة أشهر من قبل القوات الموالية للقذافي إلى جانب المرتزقة. وقُتل مئات المدنيين جراء القصف والقصف على المنازل والمخابز. وقد تم استخدام القنابل العنقودية -وهي غير قانونية بموجب القانون الدولي- لتدمير البنية التحتية المدنية وتم إطلاق مئات الصواريخ على أحياء مختلفة في المدينة. كما قامت الحكومة الليبية عمدًا بتحويل مسار نظام الصرف الصحي إلى آبار المياه في المدن، مما أجبر الآلاف من المدنيين على شرب المياه الملوثة، ما أدى لإصابة العديد منهم بالأمراض وعرض مئات الآلاف من المدنيين لخطر الموت. واستمر هذا القصف المستمر للبنية التحتية المدنية وحصار الموارد لعدة أشهر حتى حرر الثوار مدينة مصراتة.

### اغتصاب النساء
خلال الحرب، اتُهمت قوات القذافي باغتصاب وتعذيب مئات النساء والأطفال جنسياً. تم الإبلاغ عن أكثر من 8000 حالة اغتصاب، ارتكبتها قوات القذافي. وقد تم تجريد العديد من هؤلاء النساء من ملابسهن واغتصابهن ثم قتلهن أمام أقاربهن الذكور.
واعترف المرتزقة الذين تم القبض عليهم بأنهم أُجبروا من قبل الضباط على دخول المنازل وتقييد الرجال وإطلاق النار عليهم واغتصاب النساء والفتيات إلى جانب قوات القذافي.
لم تقل الفتيات شيئًا، لأنهنّ كنّ متعبات وكنّ في حالة سيئة لأن هناك 20 ضابطًا أمامهم. حدث ذلك في الصباح، واستمر حوالي ساعة ونصف. جلب الضباط جهاز موسيقى واستمعوا إلى الموسيقى الشعبية، ودخنوا ورقصوا أثناء الاغتصاب. أريد أن أؤكد أن الضباط أجبرونا على الاغتصاب.— شهادة مرتزق تم أسره
أجرت الطبيبة النفسية الليبية سهام سرقيوة مقابلات مختلفة، أظهرت فيها أدلة بصرية على كيفية استخدام التعذيب الجنسي ضد النساء الليبيات. وتضمنت النتائج التي توصلت إليها صورًا مزعجة للإساءة، مثل حروق السجائر، وآثار العض، والكدمات. وبدأت سرقيوة التحقيق بعد سماعها تقارير من نساء نازحات في أجدابيا. أجرت مسحًا للصحة العقلية بين اللاجئين على الحدود الليبية مع تونس ومصر، وتلقت 50 ألف استجابة. ومن بين هؤلاء، أفادت 295 امرأة بتعرضهن للاغتصاب، وجميعهن نسبن الاعتداءات إلى جنود القذافي. ووصفت هؤلاء النساء تجارب مروعة، بما في ذلك الاغتصاب الجماعي والاغتصاب أمام أزواجهن، الذين تم قتلهم بعد ذلك. شاركت سرقيوة أبحاثها مع المحكمة الجنائية الدولية.